# Heliaia

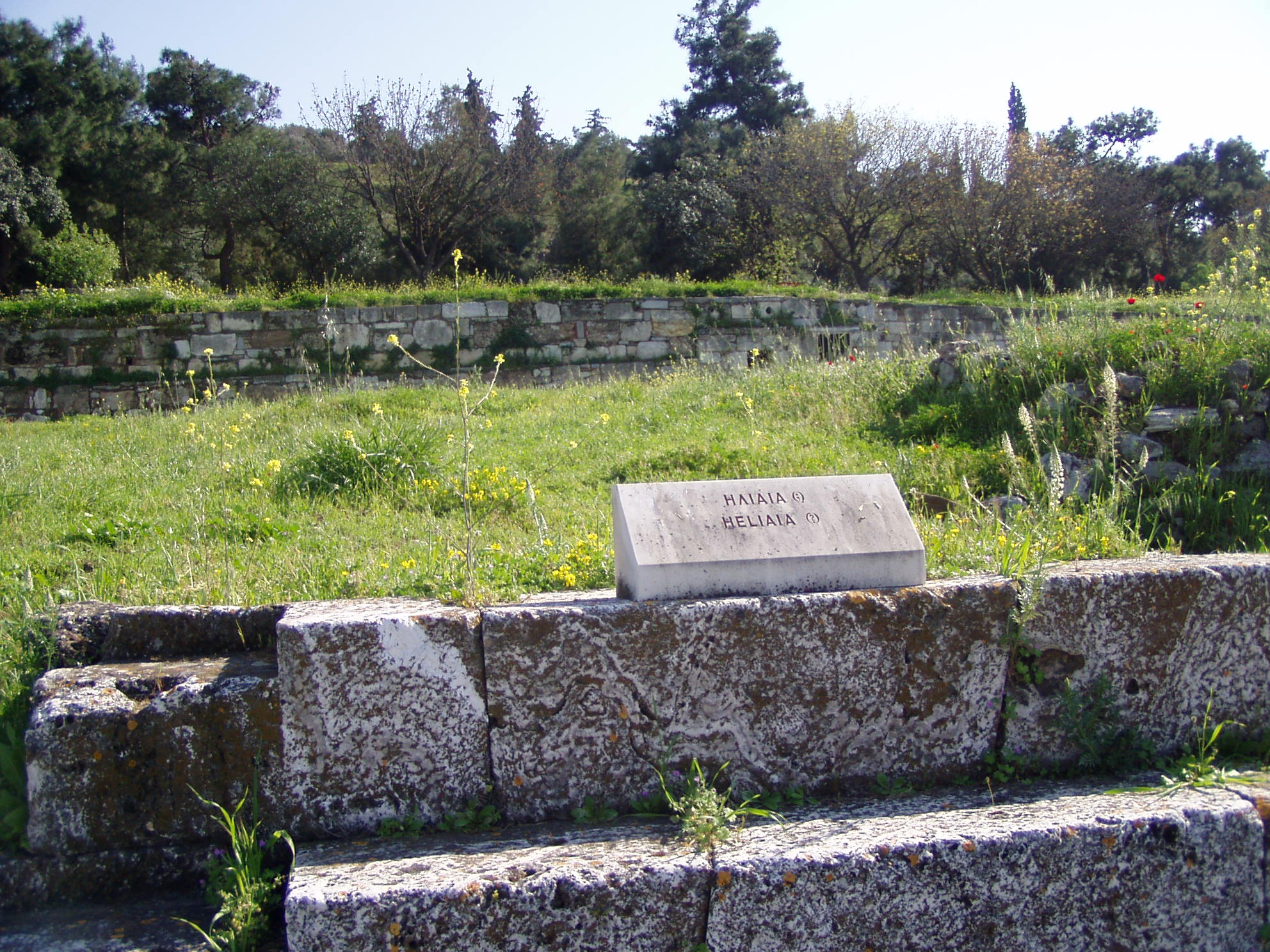
Restanten van Heliaia in het oude Athene

De heliaia (Oudgrieks ἡλιαία) was de volksrechtbank in het oude Athene, na de hervormingen van Solon (594 v.Chr.). De heliaia was onder meer bevoegd voor het in beroep gaan tegen de vonnissen van de magistraten.
Ieder jaar werden er 6000 heliasten bij een loting onder leiding van de archonten gekozen, waarbij 5000 heliasten werden opgedeeld in tien dikasteria (δικαστήρια: rechtbanken) (één per phyle). Er werden dus nog 1000 heliasten in reserve gehouden. Bij een simpele zaak waren slechts 201 heliasten nodig, maar bij ingewikkeldere zaken werden er ook leden uit de andere dikasteria gehaald, zodat men lekenjury's van 501 of 1001 heliasten had. De heliasten moesten ieder jaar zweren de wet te zullen volgen en indien de wet niets zei over een bepaald geval, te oordelen naar billijkheid. Onder Pericles kregen de heliasten een vergoeding van twee à drie obolen per proces.

## Referentie
- Oud-Grieks rechtssysteem, 1999.